# مسجد ثأر الله
مسجد ثأر الله هو أحد مساجد العراق الحديثة يقع في محافظة ميسان في حي الغدير وسط مدينة العمارة، تأسس المسجد في 2014 من قبل ديوان الوقف الشيعي وبكلفة مالية تقدر بمليار دينار، تبلغ مساحة المسجد 1000 متر مربع، ويتكون المسجد من طابقين طابق يحتوي على حرم يتسع لأكثر من 400 مصلي، وطابق آخر مخصص للنساء بالإضافة إلى مجمع صحي، ويحتوي أيضا على منارة مئذنة واحدة تبلغ يبلغ أرتفاعها أكثر من 25 متر مربع.